# Modliny
Modliny (deutsch Modlainen) ist ein Ort in der polnischen Woiwodschaft Ermland-Masuren. Er gehört zur Gmina Jeziorany (Stadt-und-Land-Gemeinde Seeburg) im Powiat Olsztyński (Kreis Allenstein).

## Geographische Lage
Modliny liegt in der nördlichen Mitte der Woiwodschaft Ermland-Masuren, 30 Kilometer westlich der früheren Kreisstadt Rößel (polnisch Reszel) bzw. 20 Kilometer nördlich der heutigen Kreismetropole und auch Woiwodschaftshauptstadt Olsztyn (deutsch Allenstein).

## Geschichte
1409 ist das Gründungsjahr des kleinen damals Madlehnen, um 1785 Madlenen und Modlienen und nach 1705 Modlehnen genannten Dorfs, das aus sehr verstreut liegenden Höfen und Gehöften besteht. 1785 wurde es als köllmisches Dorf mit 15 Feuerstellen erwähnt, 1820 ebenso, aber mit 18 Feuerstellen bei 103 Einwohnern.
Als im Jahre  1874 der Amtsbezirk Voigtshof (polnisch Wójtówko) im ostpreußischen Kreis Rößel gebildet wurde, war die Landgemeinde Modlainen ein Teil desselben. Die Zahl der Einwohner Modlainens belief sich 1885 auf 147, 1910 auf 121.
Am 30. September 1928 vergrößerte sich die Landgemeinde Modlainen um den benachbarten Gutsbezirk Lichtenhagen (polnisch Ustnik), der eingemeindet wurde. Die Einwohnerzahl Modlainens veränderte sich bis 1933 auf 185 und bis 1939 auf 180.
In Kriegsfolge wurde 1945 das gesamte südliche Ostpreußen an Polen abgetreten. Modlainen erhielt die polnische Namensform „Modliny“ und ist heute eine Ortschaft im Verbund der Stadt-und-Land-Gemeinde Jeziorany (Seeburg) im Powiat Olsztyński (Kreis Allenstein), von 1975 bis 1998 der Woiwodschaft Olsztyn, seither der Woiwodschaft Ermland-Masuren zugehörig. Die Einwohnerzahl Modliny belief sich im Jahre 2021 auf 34.

## Kirche
Bis 1945 war Modlainen in die Evangelische Kirche Seeburg (Ostpreußen) in der Kirchenprovinz Ostpreußen der Kirche der Altpreußischen Union, außerdem in die römisch-katholische St.-Bartholomäus-Kirche der Stadt im damaligen Bistum Ermland eingepfarrt.
Modliny gehört auch heute noch zur Pfarrei in Jeziorany, die nun allerdings dem Erzbistum Ermland zugeordnet ist. Evangelischerseits ist Modliny der Christus-Erlöser-Kirche Olsztyn (Allenstein) in der Diözese Masuren der Evangelisch-Augsburgischen Kirche in Polen zugehörig.

## Verkehr
Modliny ist mit der Woiwodschaftsstraße 593 bei Studnica (Schönborn) über eine von Franknowo (Frankenau) kommende Nebenstraße verbunden, außerdem mit der polnischen Landesstraße 51 (frühere deutsche Reichsstraße 134) bei Lidzbark Warmiński (Heilsberg) über eine von Ustnik (Lichtenhagen) herführende Straße verbunden.
Eine Anbindung an den Bahnverkehr besteht nicht.